# 艾倫鎮區 (堪薩斯州金曼縣)
艾倫鎮區（英語：Allen Township）為美國堪薩斯州金曼縣轄下的鎮區。2010年美国人口普查中此鎮區人口有84人。

## 地理
艾倫鎮區涵蓋總面積為95.1平方（36.72平方英里），其中陸地面積為94.5平方（36.48平方英里），水域面積為0.62平方（0.24平方英里）或0.65%。海拔高度452（1,483英尺）。

## 人口統計
根據2010年美國人口普查，艾倫鎮區人口有84人，其中男性有42人，女性有42人，人口密度為每平方公里0.88人，住房計46戶。鎮區內的白人有81人，非裔美國人有0人，美洲原住民有0人，亞裔美國人有0人，太平洋島裔美國人有0人，其他種族有1人，混血種族則有2人。此外鎮區內有3人為西班牙裔或拉丁裔美國人。此鎮區之年齡中位數為50.8歲，而男性年齡中位數為53.3歲，女性年齡中位數為48.8歲。